# Joe Fagan
Joe Fagan (n. 12 martie 1921, Liverpool, Anglia, Regatul Unit al Marii Britanii și Irlandei – d. 30 iunie 2001, Liverpool, Anglia, Regatul Unit) a fost un fotbalist și antrenor englez de fotbal, cunoscut în special pentru perioada de antrenor la Liverpool F.C. între 1983 și 1985.

### Statistici antrenorat
| Echipa    | Început      | Sfârșit     | Meciuri | Victorii | Înfrîngeri | Remize | Rata % |
| --------- | ------------ | ----------- | ------- | -------- | ---------- | ------ | ------ |
| Liverpool | 1 iulie 1983 | 28 mai 1985 | 131     | 70       | 24         | 37     | 53.44% |

## Decesul
Joe Fagan a decedat de cancer în iulie 2001, la 80 de ani. El a fost înmormântat la Anfield Cemetery, lângă stadionul lui Liverpool.

## Palmares

### Ca jucător
Manchester City
- Second Division Promotion (1): 1946–47

### Ca antrenor
Liverpool
- Football League First Division (1): 1983–84
- League Cup (1): 1983–84
- European Cup (1): 1983–84

### Individual
- Antrenorul englez al anului (1): 1983–84

## Legături externe
- Joe Fagan website (Archived)
- LFC Online profile
- Manager profile at LFChistory.net Arhivat în 26 iunie 2007, la Wayback Machine.